# Inlåning
Inlåning innebär att en bank eller liknande institution lånar pengar, exempelvis från privatpersoner. Det är det som händer när man "sätter in" pengar på banken. Den ränta man får på sitt bankkonto kallas inlåningsränta.

## Tillståndsplikt i Sverige
Den 1 juli 2004 blev det tillåtet för vissa företag som inte är banker att syssla med inlåning, nämligen inlåningsföretag samt kreditmarknadsföretag.
Ett inlåningsföretag fick  ta emot upp till 50 000 kronor av en person. Denna insättning skyddas inte av den statliga insättningsgarantin.
Kreditmarknadsföretag får ta emot större insättningar från privatpersoner. För insättningar upp till 100 000 euro (sedan 31 december 2010) gäller ibland den statliga insättningsgarantin. Kreditmarknadsföretagen står också under viss tillsyn av Finansinspektionen.
Från den 1 januari 2021 avskaffas den lag som tillät inlåningsföretag igen, och det kommer, med några undantag, åter att krävas ett särskilt tillstånd för att bedriva inlåningsverksamhet.